# 털사 오일러스
| 털사 오일러스 |                                         |
| 콘퍼런스      | 서부 콘퍼런스                           |
| 디비전        | 마운틴 디비전                           |
| 설립연도      | 1992년 2014년(ECHL 가입)                |
| 해체연도      |                                         |
| 역사          | 털사 오일러스 (1992년~현재)             |
| 경기장        | BOK 센터                                |
| 연고지        | 오클라호마주 털사                       |
| 상징색        | 밤색, 감색, 회색, 하양                  |
| 구단주        | 로드니 스티븐 브랜드 스티븐 조니 스티븐 |
| 단장          | 테일러 홀                               |
| 감독          | 제이슨 크리스티                         |
| NHL 제휴      | 세인트루이스 블루스                     |
| AHL 제휴      | -                                       |
| 정규시즌 우승 | -                                       |
| 콘퍼런스 우승 | -                                       |
| 디비전 우승   | -                                       |
| 켈리 컵       | -                                       |
| 영구 결번     | -                                       |

털사 오일러스(Tulsa Oilers)는 미국 오클라호마주 털사를 연고지로 하는 ECHL의 서부 콘퍼런스 마운틴 디비전 소속 아이스 하키팀이다. 1992년부터 2014년까지 CHL에 참가하였다가, 2014~2015시즌부터 ECHL로 옮겼다.

## 역대 홈경기장
| 경기장           | 사용기간      | 수용인원 | 장소              | 비고 |
| ---------------- | ------------- | -------- | ----------------- | ---- |
| 털사 오일러스    |               |          |                   |      |
| 털사 컨벤션 센터 | 1992년~2008년 | 8.900명  | 오클라호마주 털사 | 빈칸 |
| BOK 센터         | 2008년~현재   | 17,096명 | 오클라호마주 털사 | 빈칸 |